# Neocaeculus luxtoni
Neocaeculus luxtoni är en spindeldjursart som beskrevs av Nicole Coineau 1967. Neocaeculus luxtoni ingår i släktet Neocaeculus och familjen Caeculidae. Inga underarter finns listade i Catalogue of Life.